# Leif Anton
Leif Anton (* 2. Dezember 1982) ist ein ehemaliger deutscher Handball- und Beachhandballspieler sowie heutiger Handballtrainer.

## Karriere
Der Kreisläufer begann beim VfB Holzhausen II mit dem Handballspielen. 1998 wechselte er zum TSV Hahlen, wo er 2001 Deutscher A-Jugend-Vizemeister wurde und später in der Verbandsliga spielte. 2002 schloss er sich Oberligist HSG NoMi an. Nach nur einer Saison verpflichtete ihn Zweitligist TuS Spenge. Dort erzielte er in der Saison 2006/07 194 Tore in 33 Spielen und war damit erfolgreichster Torschütze seiner Mannschaft. 2007 wechselte Anton zusammen mit seinem Teamkollegen David Kreckler zu Klassenkonkurrent Eintracht Hildesheim, mit dem er 2011 den Aufstieg in die Handball-Bundesliga feiern konnte. Danach wechselte er zum Drittligisten TBV Lemgo II. 2015 beendete er seine Karriere und arbeitete fortan nur noch als Trainer.
Bereits während seiner aktiven Karriere trainierte Anton diverse Jugend-Mannschaften: Die A-Jugend der HSG NoMi sowie die C-Jugend-Teams von Eintracht Hildesheim und des TBV Lemgo. Von 2015 bis 2017 war er Trainer der A-Jugend des TBV Lemgo. Seit 2016 ist er im Besitz der Trainer-A-Lizenz. Zur Saison 2019/20 übernahm er den Oberligisten TSG Altenhagen-Heepen. Im November 2021 legte er dieses Traineramt nieder.
Außerdem wurde er 2004 mit der Universität Bielefeld Deutscher Hochschulmeister und war im Beachhandball aktiv. Er ist Lehrer am Marianne-Weber-Gymnasium in Lemgo, verheiratet und Vater zweier Kinder.

## Erfolge
- Aufstieg in die Bundesliga (1): 2011
- Deutscher Hochschulmeister (1): 2004
  - Deutscher Vizemeister der A-Jugend (1): 2001